# Falsche Bewegung
Falsche Bewegung (ook: The Wrong Move of Wrong Movement) is een West-Duitse dramafilm uit 1975 onder regie van Wim Wenders. Het scenario is gebaseerd op een bewerking door Peter Handke van de roman Wilhelm Meisters Lehrjahre (1796) door Johann Wolfgang von Goethe.

## Verhaal
Een industrieel krijgt bezoek van een neef die niet zijn echte neef is, maar die hem door zijn visite van zelfmoord heeft weerhouden. In het kielzog van die neef komen er ook enkele vrienden mee. Een van hen leest gedichten voor.

## Rolverdeling
| Acteur                       | Personage       |
| ---------------------------- | --------------- |
| Rüdiger Vogler               | Wilhelm         |
| Hans Christian Blech         | Laertes         |
| Hanna Schygulla              | Therese Farner  |
| Nastassja Kinski             | Mignon          |
| Peter Kern                   | Bernhard Landau |
| Ivan Desny                   | Industrieel     |
| Marianne Hoppe               | Moeder          |
| Lisa Kreuzer                 | Janine          |
| Adolf Hansen (Adolph Hansen) | Conducteur      |